# Коронавірусна хвороба 2019 на Маврикії
Епідемія коронавірусної хвороби 2019 на Маврикії — це поширення пандемії коронавірусної хвороби 2019 на територію Маврикію. Перший випадок хвороби в країні зареєстрований 21 лютого 2020 року в особи, яка повернулась з Бельгії. З моменту підтвердження перших трьох випадків COVID-19 влада Маврикію проводила відстеження контактів осіб, які контактували із хворими на карантині, включаючи лікарів, медсестер та поліцейських. Випадків на островах Агалега та Сент-Брандон не зафіксовано. Згідно дослідження Оксфордського університету щодо відстеження заходів з боротьби з COVID-19, Маврикій набрав 100 балів. З 26 квітня 2020 року на Маврикії не було виявлено жодних нових випадків хвороби внаслідок місцевої передачі вірусу, і після цього усі нові випадки хвороби, які виявлені на острові, були завезені з-за кордону особами, яких репатріювали на Маврикій, та які знаходились у карантинних центрах після прибуття. 29 травня 2020 року уряд Маврикію повідомив про закінчення локдауну з 00.00 30 травня 2020 року. Проте й після цього зберігалась частина обмежень щодо певних видів діяльності, у громадських місцях та щодо громадських заходів. 12 червня 2020 року прем'єр-міністр країни повідомив, що прийнято рішення скасувати всі раніше обмеження діяльності підприємств і закладів, запроваджені раніше для боротьби з поширенням COVID-19, починаючи з понеділка 15 червня 2020 року. Від цього дня пляжі, ринки, тренажерні зали, парки, сільські культурні центри, громадські центри, кінотеатри та інші громадські місця, отримали вільний доступ для жителів країни, проте носіння масок та соціальна дистанція залишились у силі. Навчальні заклади відновили роботу з 1 липня 2020 року. Станом на 12 червня 2020 року булое протестовано 10 % населення, загалом зроблено 142889 тестів: 32257 ПЛР та 110632 експрес-тести.

## Хронологія

### Січень 2020 року
Станом на 23 січня 2020 року пасажири, що прибували з Китаю на Маврикій, направлялись до карантинного центру. Цей захід також поширили на прибулих з інших азійських країн, зокрема з Південної Кореї та Японії.
Від 24 січня 2020 року всі пасажири, незалежно від їх національності, які прибували з міста Ухань чи провінції Китаю Хубей, або які відвідували Ухань протягом останніх 14 днів, негайно направлялися для спостереження до карантинного відділення лікарні Нью-Суяк. Пасажирам, незалежно від їхньої національності, які приїжджають з інших провінцій Китаю, та в яких не було ознак або симптомів, що свідчили б про інфікування в аеропорту (наприклад, гарячка або кашель), було дозволено виїхати з аеропорту, але вони також перебували під наглядом до 14 днів. Пасажири, незалежно від їхньої національності, які прибувають з інших провінцій Китаю, та в яких наявні ознаки та симптоми інфекційних хвороб, після прибуття в аеропорт негайно направляються до ізолятора лікарні Нью-Суяк для подальшого спостереження та нагляду. Міністерство охорони здоров'я та добробуту попросило всіх туроператорів на Маврикії не приймати пасажирів з Уханя.
28 січня 2020 року міністр охорони здоров'я та добробуту Кайлеш Кумар Джагутпал зазначив, що всі пасажири повинні надавати свою точну адресу, щоб полегшити скринінг підозр на коронавірусну хворобу інспекторами охорони здоров'я. На той момент в країні було зареєстровано 9 підозр на коронавірусну хворобу, 2 з яких повернулися з Китаю, а інші 7 знаходились у карантинному відділенні лікарні Нью-Суяк. Він підтвердив, що в цих хворих не виявлено коронавірусу при тестуванні.
31 січня 2020 року міністр охорони здоров'я та добробуту Кайлеш Джагутпал здійснив виїзд до міжнародного аеропорту імені Севусагура Рамгулама, щоб підвести підсумки заходів, які були вжиті міністерством після спалаху нового коронавірусу в Китаї. Міністр висловив своє задоволення за результатами перевірки заходів, запроваджених в аеропорту, і привітав співпрацю всіх служб аеропорту задля безперебійного проведення моніторингу стану здоров'я прибуваючих пасажирів. Він запевнив, що всі теплові сканери працюють, і що відповідні органи повинні продовжувати проведення запровадженого комплексу заходів щодо скринінгу пасажирів, які прибувають до країни, до кінця поширення епідемії в світі.

### Лютий 2020 року
2 лютого 2020 року 12 громадян Маврикію (в тому числі одне немовля) були евакуйовані з Уханя після виникнення спалаху нового коронавірусу в Китаї. Маврикійців доставили до Франції у приморський табір відпочинку у місті Каррі-ле-Руе неподалік Марселя, де вони перебували в карантині протягом 14 днів, після чого досягнуто домовленості щодо їх перевезення на Маврикій. Двоє з 14 громадян Маврикія, які спочатку просили евакуацію з Уханя, вирішили залишитися в місті.
3 лютого 2020 року за всіма особами, які прибули з Китаю, постійно та систематично здійснювався нагляд (карантин чи ізоляція) протягом 14 днів; пасажири та члени екіпажів, які відбували або прибували з круїзних суден та приватних яхт, автоматично проходили перевірку температури тіла як під час виїзду з країни, так і при прибутті; запроваджено нагляд за всіма членами екіпажу вантажних суден, включно рибальських суден.
4 лютого 2020 року після спалаху нового коронавірусу була введена тимчасова заборона на ввезення з Китаю живих тварин, живої риби та продуктів тваринного походження.
11 лютого 2020 року міністр охорони здоров'я та соціального забезпечення повідомив, що на карантині знаходиться 57 осіб, з них 28 у лікарні Нью-Суяк і 29 у молодіжному центрі Анс-Ла-Раї.
28 лютого 2020 року заборонено в'їзд на територію країни іноземним громадянам, які прибували з Італії та Ірану, або перебували в цих країнах протягом останніх 14 днів. Громадян Маврикію, які прибули з цих країн, автоматично направляли в карантин на два тижні.

### Березень 2020 року
16 березня 2020 року Маврикій запровадив обмеження на в'їзд на два тижні для іноземних громадян, які перебували або проїздили транзитом протягом останніх 14 днів у країнах Європейського Союзу, а також у Великій Британії та Швейцарії. Це обмеження також поширили на всіх іноземних громадян, які перебували або проїздили транзитом з острова Реюньйон, яким також заборонено в'їзд на Маврикій протягом наступних двох тижнів. Громадян Маврикію, які прибули з цих країн, автоматично направляли в карантин на два тижні.
18 березня прем'єр-міністр країни Правінд Джагнот підтвердив, що на Маврикії виявлено 3 випадки COVID-19.
19 березня 2020 року прем'єр-міністр повідомив, що на два тижні з 6:00 20 березня 2020 року в країні запроваджено санітарний локдаун. Під час локдауну можуть працювати лише служби життєзабезпечення (поліція, лікарні, амбулаторії, приватні клініки, пожежна служба) та дозволена лише певна економічна діяльність (магазини, банки, супермаркети, пекарні, аптеки), та мінімальна робота громадського транспорту. Уряд Маврикію отримав допомогу від кількох готелів по всьому острову, і станом на 19 березня 2020 року щонайменше 1700 готельних номерів зарезервовано для розміщення людей на карантині. Того ж дня було повідомлено про інцидент у в'язниці в Бо-Бассені, де ув'язнені хотіли покинути в'язницю, для придушення заворушення змушені були втрутитися спеціальні поліцейські загони, під час придушення заворушення 16 тюремних офіцерів отримали поранення.
20 березня 2020 року уряд Маврикію повідомив, що наглядова рада щодо дотримання карантинних заходів щодо COVID-19 надасть дозвіл на роботу частині закладів у низці секторів економіки. Це дозволить їх працівникам знаходитись на своїх робочих місцях.
24 березня 2020 року прем'єр-міністр повідомив, що в країна запроваджено локдаун до 31 березня 2020 року, працюватимуть лише низка служб, зокрема поліція, лікарні, амбулаторії, приватні клініки, пожежні станції та банки. Всі інші види діяльності заборонені на час дії карантинних обмежень. Він також повідомив, що всі супермаркети, магазини та пекарні також будуть закриті до 31 березня 2020 року. Після появи чуток у соціальних мережах про те, що група осіб планувала атакувати супермаркети, спеціальні загони поліції швидко взяли під охорону всі великі супермаркети острова. Автор цієї інформації пізніше опублікував нове повідомлення у Facebook, стверджуючи, що супермаркет і поліцейський відділок вже зазнали нападу, згодом він вибачився і сказав, що неправильно інтерпретував отриману інформацію. Цього ж вечора його заарештували за публікацію фейкових новин.
25 березня 2020 року міністр фінансів повідомив про початок розподілу 35 тисяч продовольчих пакетів для сімей, які знаходяться у соціальному реєстрі, та тих, які потрапили в скрутне матеріальне становище. Цю пожертву зробив засновник «Alibaba Group» Джек Ма, який того же дня прибув на Маврикій. Він також доставив 20 тисяч наборів для тестування на COVID-19, 100 тисяч масок та 1000 захисних костюмів для медичного персоналу. Відповідальність за розподіл усієї допомоги несе Африканський Союз, який має стежити за тим, як ця допомога розподілялась серед 54 африканських країнах, яким вона була призначена.
26 березня 2020 року уряд створив фонд солідарності COVID-19, зібрані кошти якого будуть використовуватися для допомоги особам, які постраждали від епідемії хвороби. Міністерство технологій та міністерство охорони здоров'я запустили мобільний додаток під назвою «beSafeMoris». Додаток містить останні новини про перебіг епідемії, а також заходи щодо запобігання поширення хвороби. Заступник керівника поліції повідомив, що 175 особам висунуто звинувачення за недотримання комендантської години. Головний комісар острова Родригес Серж Клер повідомив, що всі польоти на острів Родрігес будуть призупинені не невизначений термін. Верховний суд Маврикію випустив комюніке, щоб повідомити населення острова про те, що всі суди будуть закриті, а звернення до органів правосуддя будуть здійснюватися через Інтернет лише з приводів прохання про внесення застави, скасування ордера на арешт, та звернення про захист дітей та жертв домашнього насильства.
30 березня 2020 року прем'єр-міністр Маврикію Правінд Кумар Джаггнот повідомив, що комендантська година, яка запроваджена 23 березня о 20:00, буде продовжена до 15 квітня 2020 року. Він також повідомив, що з 2 квітня 2020 року відновлять роботу більшість магазинів, крім пекарень. Відвідувачам буде дозволено входити до магазинів відповідно до алфавітного порядку їх прізвищ протягом визначених днів. Для дозволу входу в магазин жителям країни необхідно мати з собою посвідчення особи та вдягнути маску, буде дозволено придбати не більше ніж 3 одиниці життєво необхідних товарів.

### Квітень 2020 року
3 квітня 2020 року Європейський Союз вніс 11,3 мільйонів євро у маврикійський фонд солідарності COVID-2019. Станом на 3 квітня 2020 року до фонду було зібрано 28025759 маврикійських рупій.
5 квітня 2020 року міністр закордонних справ повідомив, що з Гуанчжоу та Пекіна на Маврикій відправлена 231 тонна медичного обладнання, включаючи маски, спецодяг та інші засоби захисту для медичного персоналу, і вантаж прибуде до країни 10 квітня 2020 року.>
9 квітня 2020 року управління доходів Маврикію повідомило, що із 160 тисяч заявок, які надійшли для переходу на схему самозайнятості, понад 80 тисяч самозайнятих вже отримали 5100 маврикійських рупій, а 11 тисяч роботодавців скористалися схемою допомоги по заробітній платі. Експортна асоціація Маврикію повідомила, що її члени вже виготовили 300 тисяч захисних масок для боротьби з COVID-19.
9 квітня 2020 року прем'єр-міністр країни Правінд Кумар Джаггнот під час відеоконференції зі своєї резиденції оголосив, що для подальшого стримування поширення COVID-19 у країні локдаун буде продовжено до понеділка 4 травня 2020 року. Що стосується островів Родрігес та Агалега, то на них локдаун закінчиться 15 квітня 2020 року, крім закладів освіти.
13 квітня 2020 року компанія «IBL Ltd» запустила чат-бот «COVID-19 HealthBot», який дозволяє користувачам визначити, чи є у них симптоми COVID-19.
15 квітня 2020 року Індія відправила на Маврикій 13 тонн ліків, зокрема 500 тисяч таблеток гідроксихлорохіну. Маврикій став однією з перших країн, яка отримала цей препарат після спеціального дозволу з Індії. Того дня на Маврикій прибула друга частина подарованого медичного обладнання від Джека Ма.
Станом на 23 квітня 2020 року загалом було виплачено 8304 штрафи за порушення карантинних заходів щодо COVID-19, після того, як 23 березня 2020 року запроваджені безпрецедентні надзвичайні заходи для запобігання поширенню COVID-19 у країні. Проте, попри запровадження комендантської години та поліцейський нагляд, було помітно, що значна частина населення не дотримувались карантинних вимог. Унаслідок цього поліція посилила та реорганізувала свою патрульну службу, та стала більш суворою щодо невиконання розпоряджень про комендантську годину.

### Травень 2020 року
1 травня 2020 року прем'єр-міністр країни повідомив, що комендантська година в країні буде продовжена до 1 червня 2020 року, а школи залишатимуться закритими до 1 серпня 2020 року. З 15 травня 2020 року поновлюється робота багатьох підприємств і закладів, зокрема пекарень, господарських магазинів та рибних ринків, а час роботи супермаркетів продовжений до 20:00. Банки будуть продовжувати працювати згідно суворих гігієнічних приписів.
3 травня 2020 року опубліковане звернення із закликом до уряду Маврикія перейменувати лікарню Флак на честь доктора Бруно Чонга, який помер від коронавірусної хвороби після інфікування від хворого.
10 травня 2020 року прес-секретар національного комітету з боротьби з поширенням COVID-19 Зуберр Жумає заявив, що уряд у співпраці з компанією «Mauritius Telecom» розробив нове вебпосилання для онлайн-отримання дозволів на доступ до роботи (WAP) на вебсайті «beSafeMoris», щоб ті, кому потрібно дозвіл на роботу з 15 травня 2020 року, змогли подати заявку на WAP через Інтернет. Заявники отримуватимуть свої WAP через електронні листи. Онлайн-заявка для організацій приватного сектору запрацювала з 8 травня 2020 року. Заявки для державного сектору, а також для приватних та самозайнятих осіб було відкрито 11 травня 2020 року. Зуберр Жумає також зазначив, що для допомоги приватним та самозайняті особам, які не мають Інтернету, створено 34 відділення надання електронних послуг, які допоможуть зацікавленим особам подавати заявки на WAP в Інтернеті.
13 травня 2020 року уряд розробив жорсткі настанови та правила, яких повинні дотримуватися як пасажири, що їдуть у транспортних засобах, так і працівники громадського транспорту. Ці вказівки та положення відповідали стратегії уряду щодо зниження ризику поширення COVID-19, оскільки країна поступово готувалась до відновлення частини економічної діяльності з 15 травня 2020 року.
На 14 травня 2020 року поліція Маврикію вже видала близько 200 тисяч цифрових дозволів на доступ до роботи (WAP) через систему онлайн-заявок, створену на вебсайті besafemoris.mu. Незважаючи на період карантину, самозайняті особи можуть працювати з 15 травня 2020 року, а працівники державного та приватного сектору поступово відновлюють свою роботу до повного відновлення економічної діяльності після закінчення локдауну 1 червня 2020 року.
15 травня 2020 року Маврикій перейшов до першого етапу пом'якшення карантинних обмежень. Прем'єр-міністр країни повідомив, що лікарню Флакк буде перейменовано на честь доктора Бруно Чонга, який помер від коронавірусної хвороби.
29 травня 2020 року уряд Маврикію повідомив про закінчення локдауну 30 травня опівночі. Однак запроваджені деякі обмеження певних видів діяльності, перебування у громадських місцях та на громадських заходах. Станом на 29 травня 2020 року на Маврикії зареєстрував лише 3 випадки хвороби, ці хворі знаходились на карантині, але більше ніж за місяць на острові не зафіксовано жодної місцевої передачі вірусу.

### Червень 2020 року
12 червня 2020 року прем'єр-міністр країни повідомив, що за підсумками засідання кабінету міністрів було прийнято рішення скасувати всі закриття підприємств і закладів, які були спричинені епідемією COVID-19, починаючи з понеділка 15 червня 2020 року. З цього дня дозволено відвідування пляжів, ринків, спортзалів, парків, сільських залів, громадських центрів, кінотеатрів та інших громадських місць, але носіння масок залишилось у силі. Прем'єр-міністр заявив, що він усвідомлює, що з моменту закриття кордону країни маврикійці, що опинились за кордоном, знаходяться у важкому положенні, і його уряд докладає багато зусиль для їх репатріації. Загалом 1836 мешканців, які опинились за кодоном, вже репатрійовано, а ще 800 маврикійців мали повернутися додому до кінця червня.

### Липень-грудень 2020 року
У липні 1164 мешканці країни, які опинились за кордоном, перед посадкою на репатріаційний рейс пройшли тестування на COVID-19. Прем'єр-міністр заявив, що календар шкільних занять переглянуто, і відновлення занять відбудеться 1 липня 2020 року замість раніше запланованого 1 серпня 2020 року.

### Січень-березень 2021 року
26 січня 2021 року в країні розпочалася масова вакцинація, спочатку вводились 100 тисяч доз вакцини Covishield від AstraZeneca, які подарувала Індія. 10 березня 2021 року о 6 ранку за місцевим часом на Маврикії знову запроваджено локдаун, спочатку до 25 березня, але згодом його продовжили до 30 квітня.
Перший випадок COVID-19 на острові Родрігес було підтверджено 10 жовтня 2021 року. Більше випадків на острові не було зареєстровано до кінця січня 2022 року, коли кількість випадків експоненціально зросла з одного випадку 26 січня до 710 31 січня.
Про перші 2 випадки захворювання на варіант Омікрон було зареєстровано 10 грудня 2021 року.
Моделювання, проведене регіональним бюро ВООЗ для Африки, показало, що через недостатнє звітування справжня кількість випадків на кінець 2021 року становила близько 0,6 мільйона, тоді як справжня кількість смертей від COVID-19 становила близько 871.

## Випадки хвороби
Першим хворим коронавірусною хворобою на Маврикії став 52-річний чоловік, який мав подвійне бельгійське та маврикійське громадянство. 21 лютого 2020 року він повернувся на Маврикій з Бельгії. Після прибуття спочатку в нього не було жодних симптомів хвороби. 14 березня 2020 року у нього почалися гарячка і кашель, і його госпіталізували до лікарні Вікторія, де обстеження легень не виявили нічого підозрілого. На момент госпіталізації температура тіла в нього нормалізувалась, і проблем з диханням у нього на той час не було. Цей хворий мав також цукровий діабет. 16 березня 2020 року тестування на коронавірус у хворого було негативним, але його утримували на ізоляції. 17 березня 2020 року другий тест у хворого також був негативним, і того ж дня у нього почалися проблеми з диханням. Результат третього тесту був позитивним. Цей хворий помер 19 березня 2020 року.
Другим хворим був 59-річний чоловік, який мав громадянство як Великої Британії, так і Маврикію. Він прибув на похорон свого брата на Маврикій 7 березня 2020 року, і не мав симптомів хвороби на момент прибуття. Після появи симптомів хвороби він звернувся до приватного лікаря, не розкриваючи історії подорожей. Саме тоді, коли йому було погано, він звернувся до приватної клініки і признався, що приїхав з-за кордону. Стан його здоров'я погіршився, і його перевели до лікарні Вікторія (Кандос). Потім його перевезли до лікарні Суяк. Після проведеного тестування на коронавірус, яке виявилось позитивним, його помістили в ізолятор лікарні Суяк. Преса назвала його «нульовим пацієнтом», оскільки він був першим, у кого підтверджено позитивний результат тестування на коронавірус на острові. 22 березня він помер.
Третім хворим став 21-річний чоловік, який працював на круїзному судні. Він прибув на Маврикій 14 березня 2020 року, та направлений на карантин. Згодом його помістили в ізолятор лікарні Суяк.
Четвертим хворим став 25-річний чоловік, який працював на круїзному судні. Він прибув на Маврикій 18 березня 2020 року, та направлений на карантин. Пізніше його помістили в ізолятор лікарні Суяк.
19 березня 2020 року прем'єр-міністр країни повідомив, що на Маврикії виявлено ще 4 нові випадки хвороби. Також повідомлено про першу смерть у країні від коронавірусної хвороби, помер перший хворий у країні, якому було 52 роки.
20 березня 2020 року в країні виявлено ще 5 нових випадків хвороби, загальну кількість випадків хвороби зросла до 12. Ці 5 хворих були родичами другого хворого, серед яких були 3 жінок віком 15, 40 та 56 років; та 2 чоловіків віком 52 та 67 років.
21 березня 2020 року міністерство охорони здоров'я країни підтвердило, що кількість випадків хвороби в країні зросла до 14, з яких 9 випадків були пов'язані з другим хворим. Одним із підтверджених випадків того дня був турист із Франції, який протягом двох днів, поки йому було погано, був на ізоляції і лікувався від респіраторної інфекції в клініці на півночі острова. Того ж дня повідомлено, що серед перших випадків, про які повідомлялося на Мадагаскарі, один прибув з Маврикію, а другий — з Франції, який проїздив транзитом через Маврикій, перш ніж дістатися до Мадагаскару.
22 березня 2020 року виявлено 10 нових випадків хвороби. Другий хворий у країні також помер у віці 59 років. За підрахунками, він заразив 9 своїх родичів та одного лікаря. Того ж дня було підтверджено 4 нові випадки. Нові випадки, підтверджені того дня, включали 4 співробітників круїзного судна, 4 хворих, які контактували з другим хворим, однієї особи, яка прибула з Мумбаї на Маврикій 21 березня 2020 року, і одного стоматолога.
23 березня 2020 року підтверджено 8 нових випадків хвороби.
26 березня 2020 року зареєстровано величезний сплеск нових випадків хвороби, кількість яких за один день підскочила з 48 до 81 випадку. Того дня підтверджено позитивний тест на коронавірус у 20-річної дівчини. Стверджується, що вона заразилася коронавірусом під час відвідування супермаркету.
27 березня 2020 року зареєстровано 13 нових випадків хвороби, загальна кількість випадків складала 43 випадки завезені з-за кордону та 51 випадок місцевої передачі вірусу. Загальна кількість випадків хвороби досягла 94, у тому числі 57 чоловіків та 43 жінки.
28 березня 2020 року 76-річний чоловік потрапив до лікарні, та помер тієї ж ночі. Повідомлено, що він прибув з-за кордону. За словами директора служби охорони здоров'я країни Васанта Рао Гуджадхура, того день виявлено 8 нових випадків хвороби, усі вони були чоловіками у віці від 40 до 86 років. На той день на Маврикії виявлено 102 випадки хвороби, 2 хворих померли. 44 випадки завезені з-за кордону, а 58 інфікувались місцево. Проведено 756 тестів у контактних осіб, у 60 з них тестування було позитивним. Повідомлялося, що окрім 4 попередніх випадків, ще у 3 медичних працівників підтверджено позитивний тест на коронавірус.
29 березня 2020 року виявлено 5 нових випадків хвороби, 4 з яких були виявлені шляхом відстеження контактів.
30 березня 2020 року прем'єр-міністр Правінд Джаггнот підтвердив, що його тест на коронавірус був негативним. Одним із підтверджених випадків того дня був працівник паспортно-імміграційного бюро. Він прибув з Єгипту тижнем раніше, й після прибуття не перебував на карантині, та мав контакт з кількома своїми колегами.
31 березня 2020 року померли 2 чоловіки віком 69 та 71 рік, внаслідок чого кількість померлих зросла до 5. Загальна кількість хворих у країні зросла до 143.
Станом на 1 квітня 2020 року в країні проведено 1426 тестувань після відстеження контактів. Серед інфікованих 10 було молодше 20 років, 59 — від 49 до 59 років, і 26 — 60 років і старші. Того дня померла 20-річна хвора, її сім'я не змогла відвідати поховання хворої, оскільки вони також були інфіковані. Повідомлялося, що сім'я повинна була переглянути її поховання через WhatsApp.
Станом на 2 квітня 2020 року в різних карантинних центрах та готелях на острові на карантині перебували 1703 особи. Доктор Васантрао Гуджадхур повідомив, що виявлено 8 випадків хвороби в дітей віком 4 місяці; 2, 4, 5, 9, 10, 12 та 15 років. Того дня також помер чоловік віком 59 років.
3 квітня 2020 року кількість випадків хвороби досягла 186, 82 з яких прибули з-за кордону, та 104 інфікувались місцево. Також підтверджено, що станом на 3 квітня 2020 року інфіковано 7 медичних працівників.
4 квітня 2020 року прем'єр-міністр країни повідомив про виявлення 10 нових випадків хвороби, і що 7 хворих одужують; буде проведено другий тест для підтвердження їх одужання.
5 квітня 2020 року повідомлено про 31 новий випадок хвороби. Двоє хворих знаходились на апаратах штучного дихання. Загалом зареєстровано 227 випадків хвороби, з них 102 завезені з-за кордону, та 125 інфіковані місцево, з них 142 чоловіки та 85 жінок. У 27 центрах по всьому острову знаходились на карантині 1689 осіб. Повідомлено, що інфіковані 17 поліцейських, включаючи 12 співробітників паспортно-імміграційного бюро.
6 квітня 2020 року повідомлено про 17 нових випадків хвороби та перші 4 одужання. На цей день у країні зареєстровано 244 випадки хвороби, 133 з них інфікувались місцево. З цих 133 випадків 94 були ідентифіковані шляхом відстеження контактів, а решта 39 — особи, які прибули з-за кордону, але не перебували на карантині, оскільки у них не було жодних симптомів COVID-19 після прибуття. Симптоми хвороби в них з'явились пізніше, й найімовірніше, вони інфікувалися місцево.
9 квітня 2020 року повідомлено про 41 новий випадок хвороби та 12 одужань. Міністр охорони здоров'я вимушений був піти на самоізоляцію, оскільки в одного з його секретарів підтверджено позитивний результат тесту на COVID-19.
10 квітня 2020 року було зареєстровано 4 нові випадки хвороби та 2 смерті. Члени комітету з питань боротьби з поширенням COVID-19, у тому числі прем'єр-міністр Правінд Джаггнот, розпочали самоізоляцію під час контакту з міністром охорони здоров'я, у секретаря якого підтверджений позитивний тест на коронавірус. Також повідомлялося, що другий тест, зроблений директорові служби охорони здоров'я Васантрао Гуджадхуру, був негативним, він ізолювався після того, як в одного з членів його групи з відстеження контактів підтверджено позитивний тест на коронавірус. У 8 співробітників міністерства охорони здоров'я також підтверджено позитивний тест на коронавірус. 216 осіб, які перебували на ізоляції та на карантині на острові Родригес, отримали негативний тест на коронавірус, і їм було дозволено повернутися додому.
Ще один випадок хвороби зареєстровано у ніч 10 квітня. 11 квітня 2020 року не було зареєстровано жодного нового випадку, та зареєстровано 5 одужань.
14 квітня 2020 року не було зареєстровано жодного нового випадку хвороби, загальна кількість випадків становила 324, з них 51 одужання та 9 смертей. Кількість активних випадків становила 261, 3 хворих з позитивним тестом на COVID-19 повернулися до своїх країн.
15 квітня 2020 року не було зареєстровано жодного нового випадку хвороби, загальна кількість випадків становила 324, з них 65 одужань та 9 смертей. Кількість активних випадків становила 247. 3 хворі, які одужали після коронавірусної хвороби, погодилися здати свою кров на плазмоферез.
18 квітня 2020 року виявлено один випадок хвороби, 72 хворі одужали.
27 квітня 2020 року помер лікар на ім'я Бруно Чонг, який інфікувався коронавірусом після контакту з першим хворим, виявленим на острові. Спочатку хворий не розкривав лікарям свою історію подорожей. Після того, як у хворого підтвердився позитивний результат тестування на коронавірус, органи охорони здоров'я почали відстеження контактів хворого, і 23 березня 2020 року в лікаря Бруно Чонга підтверджено позитивний тест на коронавірус. Міністр охорони здоров'я повідомив, що доктор Бруно Чонг помер унаслідок поліорганної недостатності.
У квітні в країні зареєстровано 189 нових випадків хвороби, загальна кількість випадків хвороби зросла до 332. Кількість померлих зросла до 10. Кількість активних випадків на кінець місяця становила 12.
24 травня 2020 року на Маврикії зареєстровано 2 нові випадки COVID-19. Двоє хворих були репатрійовані з Індії 10 травня 2020 року. Вони перебували на карантині з моменту прибуття на Маврикій, і були переведені до лікарні для хворих оториноларингологічного профілю у Вакоасі.
Протягом травня 2020 року зареєстровано 3 нових випадки хвороби, загальна кількість випадків хвороби досягла 335. Кількість померлих залишилася незмінною. Кількість активних випадків на кінець місяця зменшилася до 3.
У червні 2020 року зареєстровано 6 нових випадків хвороби, загальна кількість випадків хвороби зросла до 341. Кількість померлих залишилася незмінною. Кількість активних випадків на кінець місяця зросла до 5.
У липні 2020 року зареєстровано ще 3 випадки хвороби, загальна кількість випадків хвороби зросла до 344. Кількість померлих залишилася незмінною. Кількість активних випадків на кінець місяця зменшилась до 2.
У серпні 2020 року зареєстровано ще 12 випадків хвороби, загальна кількість випадків хвороби зросла до 356. Кількість померлих залишилася незмінною. Наприкінці місяця в країні було 11 активних випадків хвороби.
У вересні 2020 року зареєстровано ще 25 випадків хвороби, загальна кількість підтверджених випадків зросла до 381. Кількість померлих залишилася незмінною. Наприкінці місяця в країні було 27 активних випадків хвороби.
У жовтні 2020 року було зареєстровано 60 нових випадків хвороби, загальна кількість випадків хвороби досягла 441. Кількість померлих залишилася незмінною. На кінець місяця в країні було 33 активні випадки хвороби.
У листопаді 2020 року було зареєстровано 63 нових випадки хвороби, загальна кількість випадків хвороби досягла 504. Кількість померлих залишилася незмінною. На кінець місяця в країні було 38 активних випадків хвороби.
У грудні 2020 року було зареєстровано 23 нових випадки хвороби, загальна кількість випадків хвороби зросла до 527. Кількість померлих залишилася незмінною. Наприкінці місяця в країні був 21 активний випадок хвороби.
У січні 2021 року було зареєстровано 55 нових випадків хвороби, загальна кількість випадків хвороби зросла до 582. Кількість померлих залишилася незмінною. Наприкінці місяця в країні було 35 активних випадків хвороби.
У лютому 2021 року було зареєстровано 28 нових випадків хвороби, загальна кількість випадків хвороби зросла до 610. Кількість померлих залишилася незмінною. Наприкінці місяця в країні було 29 активних випадків хвороби.
У березні 2021 року було зареєстровано 418 нових випадків хвороби, загальна кількість випадків хвороби зросла до 1028. Кількість померлих зросла до 12. Наприкінці місяця в країні були 373 активні випадки хвороби.
У квітні 2021 року було зареєстровано 178 нових випадків хвороби, загальна кількість випадків хвороби зросла до 1206. Кількість померлих зросла до 16. Наприкінці місяця в країні було 108 активних випадків хвороби.
У травні 2021 року було зареєстровано 169 нових випадків хвороби, загальна кількість випадків хвороби досягла 1375. Кількість померлих зросла до 18. Наприкінці місяця в країні були 164 активні випадки хвороби.
У червні 2021 року було зареєстровано 483 нових випадки хвороби, загальна кількість випадків хвороби зросла до 1858. Кількість померлих залишилася незмінною. Наприкінці місяця в країні було 306 активних випадків хвороби.
Кількість випадків хвороби в країні в липні збільшилася більш ніж удвічі до 4393 осіб. Кількість померлих зросла до 20. Наприкінці місяця в країні було 1946 активних випадків хвороби.
У 2021 році було 22966 підтверджених випадків хвороби, що довело загальну кількість випадків до 23493. Померли 776 осіб, загальна кількість померлих досягла 786. На кінець 2021 року було 813 активних випадків хвороби.
У 2022 році було 17992 підтверджених випадки хвороби, що довело загальну кількість випадків до 41485. Померли 255 осіб, загальна кількість померлих досягла 1041. На кінець 2022 року було 55 активних випадків хвороби.

## Маврикійці, інфіковані за кордоном
Жінка з Маврикія, яка працює на Сейшельських островах, отримала позитивний тест на COVID-19. Згідно з повідомленнями, жінка інфікувалася від свого чоловіка, громадянина України. Ця подружня пара працювала в готелі. Згідно з інформацією, наданою пресі представником служби охорони здоров'я Сейшельських островів, українець, який перебував за межами країни, повернувся на Сейшели 12 березня 2020 року, й саме тоді він найімовірніше заразив свою дружину.
Повідомлено, що 3 маврикійці померли від коронавірусної хвороби у Франції, включаючи 70-річного лікаря, який помер 22 березня 2020 року, другий хворий віком 83 роки помер 29 березня, і третій хворий віком 73 роки помер 31 березня 2020 року.
Повідомлено, що в одного громадянина Маврикія підтверджено позитивний тест на коронавірус в Ефіопії.
5 квітня 2020 року міністр закордонних справ Маврикію Нандо Бодха повідомив, що 46 маврикійців, які працюють на круїзному кораблі «Costa Luminosa», не змогли зійти на берег у Марселі, оскільки влада Франції не дозволила їм зійти на берег. Пізніше їх відправили до італійського міста Савона, де було встановлено, що 6 із них інфіковані коронавірусом. Інфіковані після встановлення діагнозу лікувалися в медичних центрах. Решта 40 були вивезені до Риму та розміщені у готелі на карантині.
10 квітня 2020 року повідомлено, що позитивний тест на коронавірус виявлений у маврикійського лікаря у Швейцарії.

## Заходи боротьби з поширенням хвороби

### Закриття навчальних закладів
18 березня 2020 року, на тлі зростання кількості нових випадків хвороби на Маврикії, уряд країни оголосив, що всі школи та університети будуть закриті на невизначений термін. Освітні програми будуть транслюватися всім учням та студентам онлайн на телебаченні у програмах Маврикійської телерадіокомпанії.
У травні 2020 року уряд вирішив надати 2500 планшетних комп'ютерів дітям, які перебувають на обліку в службі соціального страхування.

### Панічні покупки
З моменту спалаху коронавірусної хвороби в різних країнах світу зображення порожніх полиць магазинів у Європі спричинило паніку й на Маврикії. Частина жителів країни почали скуповувати велику кількість продуктів харчування та медичних виробів.

### Законодавство
19 березня 2020 року в урядовому віснику Маврикію опубліковані наступні повідомлення, розпорядження та положення:
- Міністерство охорони здоров'я має підозру, що на Маврикії існує загроза інфікування коронавірусом або вже є наявні хворі коронавірусною хворобою, тому повідомлено, що в Маврикії розпочалось застосовування статей 79-83 закону про громадське здоров'я[163].
- Були опубліковані положення про карантин (хвороби, що підлягають карантину) у 2020 році[164].
- Міністерство охорони здоров'я видало розпорядження, згідно з яким відповідно до статей 79–83 закону про громадське здоров'я з 10:00 ранку 19 березня 2020 року заборонено в'їзд на територію Маврикію протягом 15 днів, за винятком будь-яких транспортних засобів, що доставляють товари, згідно пункту 3 положення про карантин у 2020 році[163].
- Міністерство охорони здоров'я видало розпорядження відповідно до пункту 5 положення про карантин 2020 року, яким заборонено висадку пасажирів, крім членів екіпажу, та посадку на борт на території країни з 10:00 19 березня 2020 року терміном на 15 днів[163].

20 березня 2020 року в урядовому віснику були опубліковані положення про запобігання поширення та боротьбу з інфекційними хворобами (коронавірусною хворобою). Будь-яка особа, яка порушує встановлені норми, підлягала штрафу до 500 маврикійських рупій, або до позбавлення волі на строк до 6 місяців.
22 березня 2020 року уряд Маврикію запровадив у країні комендантську годину (урядове розпорядження № 512 від 2020 року) для сповільнення поширення COVID-19 у країні. Це розпорядження набрало чинності 23 березня 2020 року о 20:00 за місцевим часом. Будь-яка особа, яка порушує це розпорядження про комендантську годину, підлягає штрафу до 500 маврикійських рупій, або ув'язненню на строк до 6 місяців. 30 березня 2020 року дію комендантської години продовжили до 15 квітня 2020 року о 20:00 за місцевим часом.
16 травня 2020 року Національна асамблея Маврикію прийняла законопроєкт про епідемію COVID-19 (різні положення) та проєкт закону про карантин. Законопроєкт про епідемію COVID-19 був спрямований на розширення відновлення економіки, порятунок підприємств та робочих місць, та законодавче обґрунтування понаднормового часу для відновлення економіки. Завданням законопроєкту про карантин було запобігання зараження COVID-19 та посилення готовності країни до будь-якої майбутньої пандемії. Будь-яка особа, яка порушила закон про карантин, карається штрафом до 500 тисяч рупій, або позбавленням волі на строк до 5 років. Ці законопроєкти були різко розкритиковані частиною жителів країни.
17 травня 2020 року в урядовому віснику було опубліковано положення про запобігання інфікування та подальшого поширення COVID-19. Відповідно до постанови, будь-яка особа, яка не носить захисних масок, і не дотримується правил соціального та фізичного дистанціювання, скоює правопорушення, за яке карається штрафом до 50 тисяч рупій, та позбавленням волі строком до 2 років.

### Транспортне сполучення та обмеження на в'їзд
18 березня 2020 року прем'єр-міністр Маврикію повідомив, що всім пасажирам, як маврикійцям, так і іноземцям, буде заборонено в'їзд на територію Маврикію протягом наступних 15 днів з о 6:00 за Гринвічем (10:10 за маврикійським часом) від цього дня. Особам, які бажають виїхати з Маврикію, буде дано дозвіл на виїзд. На територію країни також будуть пропускати вантажні літаки та кораблі. Частині маврикійців, які застрягли в різних аеропортах по всьому світу, 22 березня 2020 року було дозволено в'їхати на територію Маврикію. Вони повинні були провести 14 днів в ізоляції в приміщеннях, наданих урядом. Станом на 2 квітня 2020 року повідомлялося, що 1000 маврикійців змогли повернутися до країни, тоді як ще залишалися за кордоном 1721 маврикійців у більш ніж 40 країнах світу, а 615 маврикійців, які проживають за кордоном, висловили бажання повернутися на батьківщину. 5 квітня 2020 року міністр закордонних справ країни повідомив, що понад 3 тисячі маврикійців опинилися за кордоном.

### Економічні заходи
10 березня 2020 року комітет з монетарної політики Банку Маврикій знизив ключову ставку репозичання на 50 базисних пунктів до 2,85 % річних. Рішення в основному було спричинене бажанням стимулювати внутрішню економічну діяльність.
13 березня 2020 року міністерство фінансів країни запровадило низку заходів для допомоги компаніям, які зазнали фінансових труднощів. Банк Маврикію запровадив програму підтримки, що складається з 5 ключових заходів для надання допомоги підприємствам країни усіх секторів економіки. Ці заходи включали:
- Виплата спеціальної допомоги у розмірі 5 мільярдів рупій через комерційні банки для задоволення вимог щодо грошових потоків та оборотних коштів економічних операторів, на які безпосередньо впливає епідемія коронавірусної хвороби;
- Банк Маврикія зменшив норматив готівкових резервів, що застосовується до комерційних банків, з 9 % до 8 %. Це скорочення є ключовим заходом, метою якого є підтримка банків у подальшій допомозі підприємствам, на які безпосередньо впливає епідемія хвороби;
- Комерційні банки нададуть мораторій на 6 місяців на повернення капіталу за існуючими кредитами для економічних операторів, на яких впливає епідемія хвороби;
- Банк Маврикію призупинив дію настанови щодо оцінки кредитних зменшень та визнання доходів, яка діє з січня 2020 року. Це рішення було прийнято, щоб дозволити комерційним банкам продовжувати надавати підтримку підприємствам, які стикаються з труднощами в підтриманні оборотного капіталу під час епідемії COVID-19;
- Банк Маврикію запровадив з 23 березня 2020 року 2,5-річну дворічну ощадну облігацію Банку Маврикію 2020 на суму 5,0 мільярдів рупій. Облігація буде випущена номіналом, кратним 25 тисяч рупій, для фізичних осіб, які є резидентами Маврикію, аж до максимальної сукупної суми інвестицій у розмірі 1 мільйон рупій на кожного інвестора, окремо або спільно, та для неурядових організацій, зареєстрованих на місцевому рівні, які працюють на некомерційній основі на таку ж саму максимальну суму інвестицій у 1 мільйон рупій.

22 березня 2020 року уряд Маврикію повідомив про запровадження програми допомоги у виплаті заробітної плати, яка б гарантувала належну виплату заробітної плати всім працівникам приватного сектору за березень 2020 року. Ця схема стосується як маврикійців, так і іноземних працівників, які працюють на Маврикії. Кожне підприємство приватного сектора, яке працювало в березні 2020 року, матиме право отримувати суму, еквівалентну 15-денній основній заробітній платі, для всіх її працівників, які отримують щомісячну базову заробітну плату до 50 тисяч рупій за умови обмеження допомоги в розмірі 12500 рупій на одного працівника.
На додаток до своєї програми підтримки 13 березня 2020 року, 23 березня 2020 року Банк Маврикію повідомив про додаткові заходи для підтримки домогосподарств та підприємств, фінансово постраждалих від COVID-19, а також для забезпечення безперебійної роботи національних ринків маврикійської рупії та іноземних валют. Ці заходи включали:
- Домогосподарства Маврикію, які постраждали від епідемії, можуть просити в комерційних банків мораторію на 6 місяців щодо виплати відсотків за їх існуючими кредитами для населення з 1 квітня 2020 року. Крім того, для домогосподарств, які отримують сукупну місячну базову зарплату до 50 тисяч маврикійських рупій, Банк Маврикію сплатить відсотки, що підлягають сплаті за період з 1 квітня 2020 року по 30 червня 2020 року за їх непогашеними кредитами для населення у комерційних банках;
- Банк Маврикію запровадив спеціальну кредитну лінію в іноземній валюті (доларах США), призначену для підприємств, які мають прибуток в іноземній валюті, включаючи малі та середні підприємства. Ця кредитна лінія надана на суму 300 мільйонів доларів США через комерційні банки. Комерційним банкам будуть надані кошти на цю послугу терміном на 6 місяців;
- Банк Маврикію запровадив кредитну лінію для обміну доларів США на маврикійські рупії для комерційних банків на початкову суму 100 мільйонів доларів. Ця кредитна лінія дасть можливість комерційним банкам підтримувати імпорто-орієнтовані підприємства, за винятком Державної торгової корпорації, яка буде працювати безпосередньо з Банком Маврикію щодо його вимог до іноземної валюти;
- Протягом загальнонаціонального карантину плата за спільні послуги банкоматів була скасована, щоб клієнти мали доступ до банкоматів будь-якого банку незалежно від емітента картки.

31 березня 2020 року уряд запровадив схему допомоги самозайнятим працівникам через Управління доходів Маврикію для допомогти самозайнятим особам, які зазнали втрати доходу внаслідок карантинних заходів під час боротьби з COVID-19. Додаткова фінансова підтримка також надавалася мікро-, малим та середнім підприємствам.
Для заохочення громадськості та підприємств вносити кошти до фонду солідарності COVID-19 1 квітня 2020 року міністерство фінансів повідомило, що воно надало дозвіл відняти суму пожертвування або внеску з оподатковуваного доходу особи або підприємства.

### Медицина
Жителям країни рекомендували не відвідувати лікарні з нетермінового приводу. У зв'язку з цим маврикійські лікарі-волонтери створили в Інтернеті службу консультацій під назвою medicine.mu для надання безкоштовних медичних висновків та порад.

### Спорт
6 квітня 2020 року Маврикій став першою країною в світі, де припинено розіграш всіх футбольних ліг країни у сезоні 2019—2020 років.

## Вплив на економіку
Підраховано, що щоденна вартість економічних втрат під час локдауну на Маврикії складала від 1 до 1,3 мільярда рупій на день. Результатом цього стала витрата коштів на загальну орієнтовну вартість у 15—20 мільярдів рупій або 4 % ВВП країни за час повного 15-денного загальнонаціонального карантину, оголошеного урядом 20 березня 2020 року. 30 березня 2020 року карантинну комендантську годину, яка розпочалася 23 березня о 20:00, було продовжено на два тижні до 15 квітня 2020 року. Карантин пізніше продовжено до 4 травня 2020 року для кращого стримування поширення COVID-19 в країні.
22 квітня правління авіакомпанії «Air Mauritius» ухвалило рішення передати компанію під зовнішнє управління після того, як зупинка авіарейсів у зв'язку з пандемією коронавірусної хвороби зробили неможливим виконання авіакомпанією своїх фінансових зобов'язань у найближчому майбутньому. Пандемія спричинила значний негативний вплив на доходи компанії, й вона прагнула змінити свою модель ведення бізнесу для вирішення наявних фінансових проблем.